# Claude Abbes
Claude Abbes, född 24 maj 1927, död 11 april 2008, var en fransk fotbollsmålvakt.
Abbes började sin karriär i division 2 för AS Béziers. Dock spelade han största delen av sin karriär i AS Saint-Étienne, där han vann den franska högstaligan 1956/1957 och Franska cupen 1962. Han lånades av Lyon till en match i Mässcupen 1960/1961 mot Köln XI.
Han spelade nio matcher för Frankrikes landslag och var med i truppen vid VM i fotboll 1954 och VM i fotboll 1958, där Frankrike slutade trea.